# Nissan Esflow
El Nissan ESFLOW, es un concepto de coche deportivo eléctrico, presentado en el Salón de Ginebra 2011. El ESFLOW está basado en la tecnología utilizada para crear el Nissan Leaf. Sus dimensiones serán aproximadamente las de un Nissan 370Z. Su chasis será de aluminio y cuenta con dos motores eléctricos, que envían de forma independiente la fuerza a las ruedas traseras.

## Diseño y características
El Nissan ESFLOW se desarrolló con una carrocería biplaza y tracción trasera. El chasis está fabricado con una estructura de aluminio reforzado y una carrocería ligera de materiales compuestos, lo que contribuye a mejorar la eficiencia energética y el rendimiento dinámico.
El diseño exterior está inspirado en los deportivos clásicos, con líneas fluidas, una silueta baja y faros LED integrados en un capó alargado. El habitáculo se caracteriza por un diseño minimalista y futurista, con asientos deportivos moldeados directamente en el chasis y una consola central orientada al conductor.

## Motorización y rendimiento
El ESFLOW está propulsado por dos motores eléctricos independientes montados sobre el eje trasero, lo que le otorga tracción trasera y una distribución de peso equilibrada. Cada motor controla una rueda trasera, lo que proporciona un alto grado de precisión y control.
El vehículo utiliza baterías de ion de litio similares a las del Nissan Leaf, ubicadas en una posición baja y centrada para mejorar el centro de gravedad y la estabilidad. Según Nissan, el ESFLOW puede acelerar de 0 a 100 km/h en menos de 5 segundos, y tiene una autonomía estimada de unos 240 km con una sola carga, bajo condiciones ideales.

## Recepción y legado
Aunque el Nissan ESFLOW nunca pasó a producción, fue bien recibido por la crítica y el público como una propuesta interesante sobre cómo podrían evolucionar los autos eléctricos deportivos. Sirvió como escaparate de la visión de Nissan para un futuro sostenible sin sacrificar el rendimiento y el diseño atractivo.
El concepto ayudó a consolidar la reputación de Nissan como uno de los líderes en la electrificación del transporte, anticipando tendencias de diseño y tecnología que luego aparecerían en otros modelos eléctricos.

## Especificaciones técnicas (concepto)
| Característica         | Detalle                      |
| ---------------------- | ---------------------------- |
| Tipo de motor          | Dos motores eléctricos       |
| Potencia               | No especificada oficialmente |
| Tracción               | Trasera                      |
| Aceleración 0–100 km/h | < 5 segundos                 |
| Autonomía              | ~240 km                      |
| Tipo de batería        | Ion de litio                 |
| Carrocería             | Coupé biplaza                |